# Ванты
Ва́нты (мн. ч.; от ед. ч. ва́нта нидерл. want) — снасти стоячего такелажа, которыми укрепляют мачты, стеньги и брам-стеньги с бортов парусника. Число вант зависит от толщины мачты и площади парусов.
Помимо своего основного назначения ванты служат также для подъёма матросов на мачты и стеньги для работы с парусами. Для этих целей поперёк вант на определённом расстоянии друг от друга крепили выбленки (пеньковые лини, деревянные, металлические). Пеньковые выбленки привязывали к вантам выбленочными узлами на расстоянии 0,4 м одна от другой. Нижние ванты (пеньковые) были на парусных кораблях самыми толстыми, их диаметр достигал 90—100 мм. Стень-ванты делали тоньше, а брам-стень-ванты — ещё тоньше. Выбленки были тоньше своих вант.
В зависимости от того, какое рангоутное дерево ванты удерживают, они получают дополнительные наименования:
- «Фок-ванты», «фор-стень-ванты», «фор-брам-ванты» укрепляют рангоутное дерево фок-мачты
- «Грот-ванты», «грот-стень-ванты», «грот-брам-ванты» укрепляют рангоутное дерево грот-мачты
- «Бизань-ванты», «крюйс-стень-ванты», «крюйс-брамс-ванты» укрепляют рангоутное дерево бизань-мачты

Верхние концы вант крепят на мачте или стеньге при помощи огонов, надеваемых на топы. Ванты, стень-ванты и брам-стень-ванты должны быть парными, то есть выполненными из одного куска троса, который складывают пополам и на некотором расстоянии от сгиба делают бензель. Образовавшийся огон накладывают на топ мачты. Если количество вант с каждого борта — нечётное, то последнюю ванту к корме делают разбивной, то есть одинарной.
В нижние концы вант ввязывают юферсы, которые вместе с другими на русленях составляют тали. Нижние юферсы подвижно крепят к вант-путенсам, которые от русленей идут к бортам, где их крепят. Чтобы ванты не перетирались в месте огона, а также на концах (в местах крепления юферсов) их клетнюют.
Изготавливают из стального или специального пенькового троса, называемого «вант-тросом» (4-стрендный кабельной работы).
При больших нагрузках и плохой погоде для облегчения перенапряжённого такелажа судна существовала практика установки вспомогательных бентинк-вант и лось-вант. Лось-ванты накладывали на оплётку вант между топом мачты и стеньгой и переплетали как ванты. В нижних точках крепления лось-ванты проводили рядом с повреждёнными вантами к русленю и там крепили на резервных юферсах. В верхней части бентинк-ванты находился вплеснённый коуш. Через этот коуш проходил шпрюйт, концы которого тоже оканчивались коушами. Коуши шпрюйта крепили на ворсте, а нижний конец бентинк-ванты заканчивали юферсами, поставленными на руслень противоположной стороны. Особых различий между несущей способностью лось-вант и бентинк-вант не было, поэтому капитан судна выбирал тот тип вспомогательных вант, который предпочитал.
Ванты у шлюпок, швертботов и яхт называют «вантинами».